# Ban Dan (huyện)
Ban Dan (tiếng Thái: บ้านด่าน) là một huyện (‘‘amphoe’’) thuộc tỉnh Buriram, đông bắc của Thái Lan.

## Lịch sử
Tiểu huyện (King Amphoe) Ban Dan đã được thành lập ngày 15 tháng 7 năm 1996 từ việc tách 4 tambon từ Mueang Buriram.
Theo quyết định của chính phủ Thái Lan ngày 15 tháng 5 năm 2007, tất cả 81 tiểu huyện đều được nâng thành huyện. Với việc đăng Công báo hoàng gia ngày 24 tháng 8, quyết định nâng cấp này thành chính thức.

## Địa lý
Các huyện giáp ranh (từ phía bắc theo chiều kim đồng hồ) là Khaen Dong, Satuek, Huai Rat, Mueang Buriram và Khu Mueang.

## Hành chính
Huyện này được chia thành 4 phó huyện (tambon), các đơn vị này lại được chia thành 59 làng (muban). Không có khu vực đô thị (thesaban, có 4 tổ chức hành chính tambon.
| Số TT | Tên        | Tên tiếng Thái | Số làng | Dân số |  |
| ----- | ---------- | -------------- | ------- | ------ |  |
| 1.    | Ban Dan    | บ้านด่าน         | 20      | 11.808 |  |
| 2.    | Prasat     | ปราสาท         | 18      | 8.791  |  |
| 3.    | Wang Nuea  | วังเหนือ         | 12      | 4.327  |  |
| 4.    | Non Khwang | โนนขวาง        | 9       | 5.622  |  |